# Prionopetalum korallinum
Prionopetalum korallinum är en mångfotingart som beskrevs av Carl Graf Attems 1909. Prionopetalum korallinum ingår i släktet Prionopetalum och familjen Odontopygidae. Inga underarter finns listade i Catalogue of Life.